# Benno Johann Josef Müller
Benno Müller OSB, Taufname Johann Josef (* 7. Mai 1803 in Neuwied; † 1. April 1860 in München), war Professor für Bibelwissenschaft an den Universitäten in Gießen und Breslau.

## Biographie
Nach der Gymnasialzeit in Koblenz studierte Johann Josef Müller ab 1823 an der Universität Bonn katholische Theologie und orientalische Sprachen. Hier hörte er den berühmten katholischen Dogmatiker Georg Hermes, der sein Denken nachhaltig prägte. Im Anschluss an die Priesterweihe 1827 promovierte Johann Josef Müller an der Universität München mit dem Thema De auctore Pentateuchi. 1829 wurde er Privatdozent für Bibelexegese an der Universität Bonn. Bereits 1830 wurde er als Professor für Bibelwissenschaft an die neuerrichtete Katholisch-Theologische Fakultät der Universität Gießen berufen. Doch schon im folgenden Jahr wechselte er als Professor an die Katholisch-Theologische Fakultät der Universität Breslau.
In Breslau kam es zum Konflikt mit den kirchlichen Autoritäten, da Johann Josef Müller für eine an der Vernunft orientierte, kritische Bibelauslegung eintrat und sich in seiner Schrift De angelorum aliarumque formarum apparationibus commentatio (1832) kritisch über die Realität von Engelserscheinungen geäußert hatte. Nach einer förmlichen Beurlaubung erklärte Müller zunächst seine Absicht, zum Protestantismus überzutreten, und wurde deshalb 1835 von seiner Professur in Breslau entlassen.
Statt der angekündigten Konversion aber folgte 1836 der Eintritt in die Benediktinerabtei Sankt Stephan in Augsburg, von wo er bald in das niederbayerische Benediktinerkloster Metten wechselte. Hier erhielt er bei der Profess 1838 den Ordensnamen Benno. In Metten wirkte er als Lehrer an der Lateinschule des Klosters sowie als Bibliothekar und Novizenmeister. 1841 wurde er als Lehrer an das Neue Gymnasium (heute Ludwigs-Gymnasium) nach München entsandt, das König Ludwig I. den Benediktinern anvertraut hatte. Dort bekleidete er von 1842 bis 1847 das Amt des Rektors. Nach seiner Rückkehr nach Metten 1847 bekleidete erneut die Ämter des Novizenmeisters und Bibliothekars und war zudem Direktor des theologischen Hausstudiums im Kloster.
Seit der Rückkehr aus München nach Metten empfand Benno Müller offensichtlich immer stärker den Widerspruch zwischen seinen eigenen monastisch-kontemplativen Idealen und der staatlichen Beanspruchung der Mettener Benediktiner für Schule und Seelsorge. Als er erkannte, dass sich seine Ideale weder in Metten noch im neu gegründeten Kloster St. Bonifaz in München verwirklichen ließen, trat er 1851 in das Trappistenkloster Oelenberg über. Als er auch hier die ersehnte Ruhe und Beschaulichkeit nicht fand, kehrte er nach München zurück, wo er bis zu seinem Tod als Gast in der Benediktinerabtei Sankt Bonifaz lebte.
Benno Johann Josef Müller war der jüngere Bruder von Bischof Johann Georg Müller von Münster. In einer Stellungnahme äußerte sich Benno Johann Josef Müller kritisch über die Visionen der Anna Katharina Emmerich.

## Werke
- Variae de victu Joannis Baptistae opiones examinantur, Bonn 1829.
- De vitiis archaeologiae biblicae atque emendatione, Gießen 1830.
- De angelorum aliarumque formarum apparationibus commentatio, Breslau 1832.
- Disputatio de pentateuchi auctore (Programm München), 1842.
- Disputationis de Pentateuchi auctore particula altera (Programm München), 1843
- Jacobi Balde carmina lyrica, München 1844.
- Historia Merdasidarum ex Hallebensibus Cemaleddini Annalibus excerpta (Programm München), 1844.
- Tragodiae selectae latinitatis recentioris, München 1845.
- Die Offenbarung des hl. Johannes, München 1860.

## Weblink
- Müller OSB, Johann Josef. Hessische Biografie. (Stand: 9. Juli 2024). In: Landesgeschichtliches Informationssystem Hessen (LAGIS).

| Personendaten    | Personendaten                                           |
| ---------------- | ------------------------------------------------------- |
| NAME             | Müller, Benno Johann Josef                              |
| ALTERNATIVNAMEN  | Müller, Johann Josef (Taufname)                         |
| KURZBESCHREIBUNG | deutscher Benediktiner, Professor für Bibelwissenschaft |
| GEBURTSDATUM     | 7. Mai 1803                                             |
| GEBURTSORT       | Neuwied                                                 |
| STERBEDATUM      | 1. April 1860                                           |
| STERBEORT        | München                                                 |